# Fistuline hépatique
Fistulina hepatica · Langue de bœuf
Pour les articles homonymes, voir Langue de bœuf.
Espèce
Synonymes
- Agarico-carnis lingua-bovis Paulet[2]
- Boletus buglossum Retz.[2]
- Boletus bulliardii J.F.Gmel.[2]
- Boletus hepaticus Bull.[2]
- Boletus hepaticus Lightf.[2]
- Boletus hepaticus Schaeff. (basionyme)[2]
- Buglossus quercinus Wahlenb.[2]
- Ceriomyces hepaticus Sacc.[2]
- Confistulina hepatica (Lloyd) Stalpers[2]
- Fistulina buglossoides Bull.[2]
- Fistulina buglossum (Retz.) Pers.[2]
- Fistulina endoxantha Speg.[2]
- Fistulina hepatica subsp. endoxantha (Speg.) J.E.Wright, 1961[2]
- Fistulina hepatica var. endoxantha (Speg.) J.E.Wright[2]
- Fistulina hepatica var. monstrosa Peck[2]
- Fistulina sarcoides St.-Amans[2]
- Hypodrys hepaticus (Schaeff.) Pers.[2]
- Hypodrys hepaticus var. violascens Pers[2].
- Ptychogaster hepaticus Lloyd[2]

Fistulina hepatica, la Fistuline hépatique, également couramment nommée Langue de bœuf, est une espèce de champignons basidiomycètes proche des Polyporaceae et des Boletaceae. Sa forme de langue rougeâtre rappelant de la viande, la texture molle de sa chair et ses tubes indépendants sont assez caractéristiques pour qu'elle soit facilement reconnaissable. À cause de ses caractères intermédiaires, elle est d'abord placée au sein de la famille spécifique des Fistulinaceae, pour être ensuite rangée dans les Schizophyllaceae, sans que cela ne fasse consensus. Elle pousse dans l'ensemble de l'hémisphère Nord essentiellement sur les vieux Chênes et Châtaigniers, dont elle est un parasite agent de la pourriture brune au développement particulièrement lent. Espèce comestible au goût acidulé, elle est également recherchée par les ébénistes pour la coloration rougeâtre qu'elle donne au bois.

## Dénominations
Cette espèce est nommée Boletus hepaticus par le naturaliste Bavarois Jacob Christian Schäffer en 1774, puis placée dans le genre Fistulina par l'Anglais William Withering en 1801 sous le nom Fistulina hepatica. Étymologiquement, le nom du genre provient du latin fistula auquel est adjoint le suffixe -ina signifiant « petit tuyau » (d'une conduite d'eau, d'un roseau ou encore d'une flûte de paon), faisant allusion aux petits tubes creux et libres de l'hyménium. Son épithète spécifique provient également du latin, hepatica, signifiant « foie », rappelant sa morphologie sanguine.
En français, cette espèce est nommée de son nom vulgarisé et normalisé « Fistuline hépatique », translittération de son nom scientifique. Elle est également couramment désignée de son nom vernaculaire « Langue de bœuf,,, ».

## Systématique

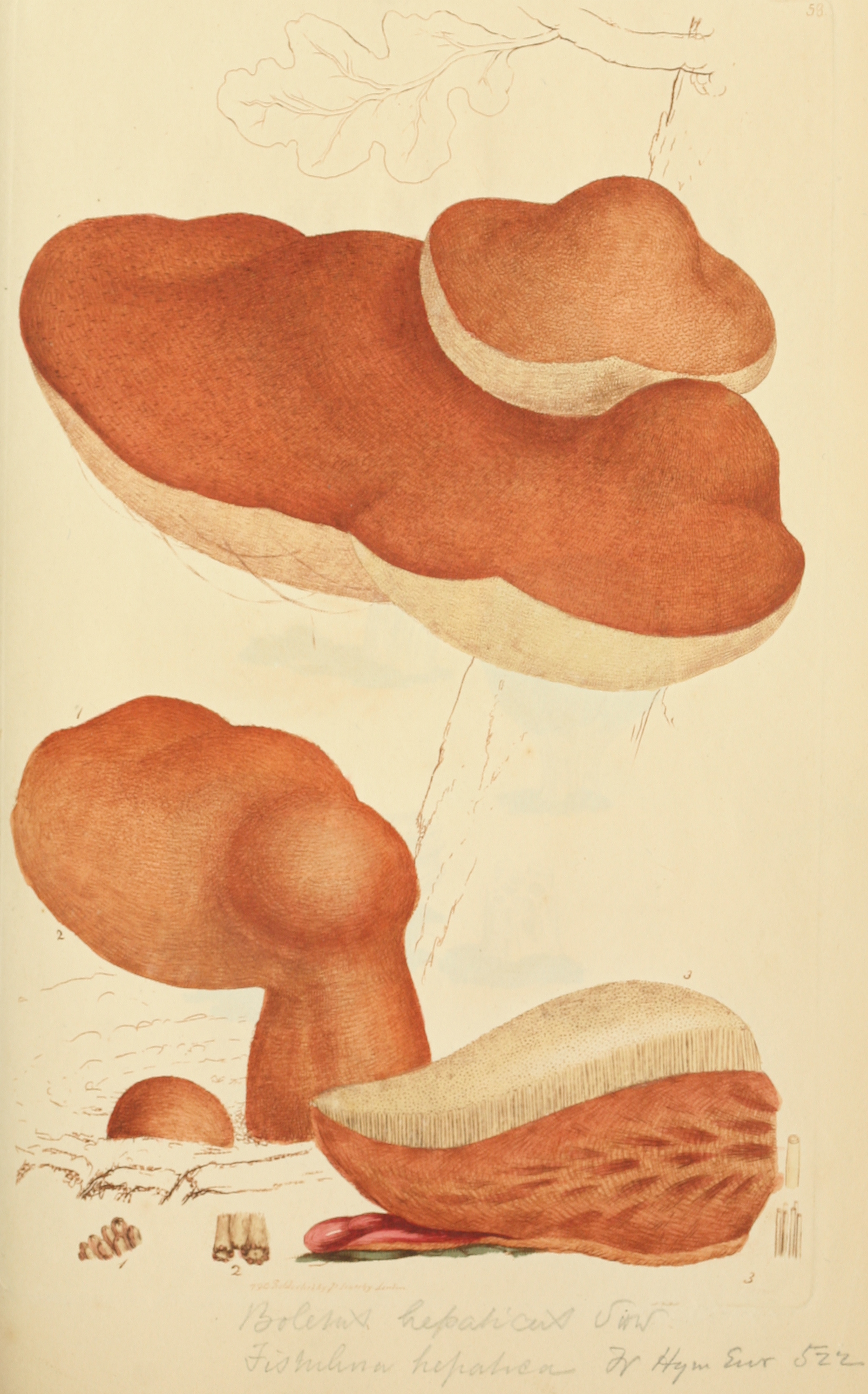
Fistulina hepatica, illustration botanique de James Sowerby, 1797.

Le genre Fistulina occupe une position systématique particulière, à cheval entre les Polypores et les Bolets car ses tubes peuvent être séparés les uns des autres sans dommage,. De plus, il est composé uniquement d'hyphes génératrices (système dit monomitique), les hyphes végétatives étant absentes. Enfin, ses spores sont ovoïdes à ellipsoïdales. Ces caractéristiques ont poussé le mycologue néerlandais Johannes Paulus Lotsy à placer ce genre dans une famille spécifique nommée Fistulinaceae. Cependant, les analyses phylogénétiques des années 2000 montrent que Fistulina est proche du genre Schizophyllum. Ils ont un temps été placés dans une même famille, les Schizophyllaceae,, ; mais, en 2021, les références taxonomiques telles qu'Index Fungorum et MycoBank considèrent que la famille du genre Fistulina est incertae sedis.
Le genre Fistulina forme une lignée monophylétique cohérente, c'est-à-dire que ses espèces ont un seul ancêtre commun. Au fil des années, 22 espèces ont été décrites, mais seules neuf sont actuellement acceptées : F. hepatica, F. subhepatica et F. guzmanii, des régions tempérées d'Europe, de Chine et d'Amérique du Nord et centrale ; F. spiculifera, F. rosea, F. africana, F. tasmanica, F. antarctica et F. endoxantha décrites depuis l'hémisphère Sud. F. hepatica est l'unique espèce européenne et elle est phylogénétiquement très proche de F. subhepatica,.

### Variétés
Fistulina antarctica et Fistulina endoxantha sont d'anciennes variétés de F. hepatica. Mise à part la variété type, une seule est encore valide, la variété monstruosa, décrite depuis l'Amérique du Nord.
- Fistulina hepatica var. hepatica
- Fistulina hepatica var. monstruosa Peck, 1900[3]

### Forme asexuée
Fistulina hepatica est la forme sexuée de cette espèce, dite téléomorphe, c'est-à-dire le sporophore, la fructification ; la forme asexuée dite anamorphe, c'est-à-dire le mycélium, est nommée Confistulina hepatica,,.

## Description

### Macrologie

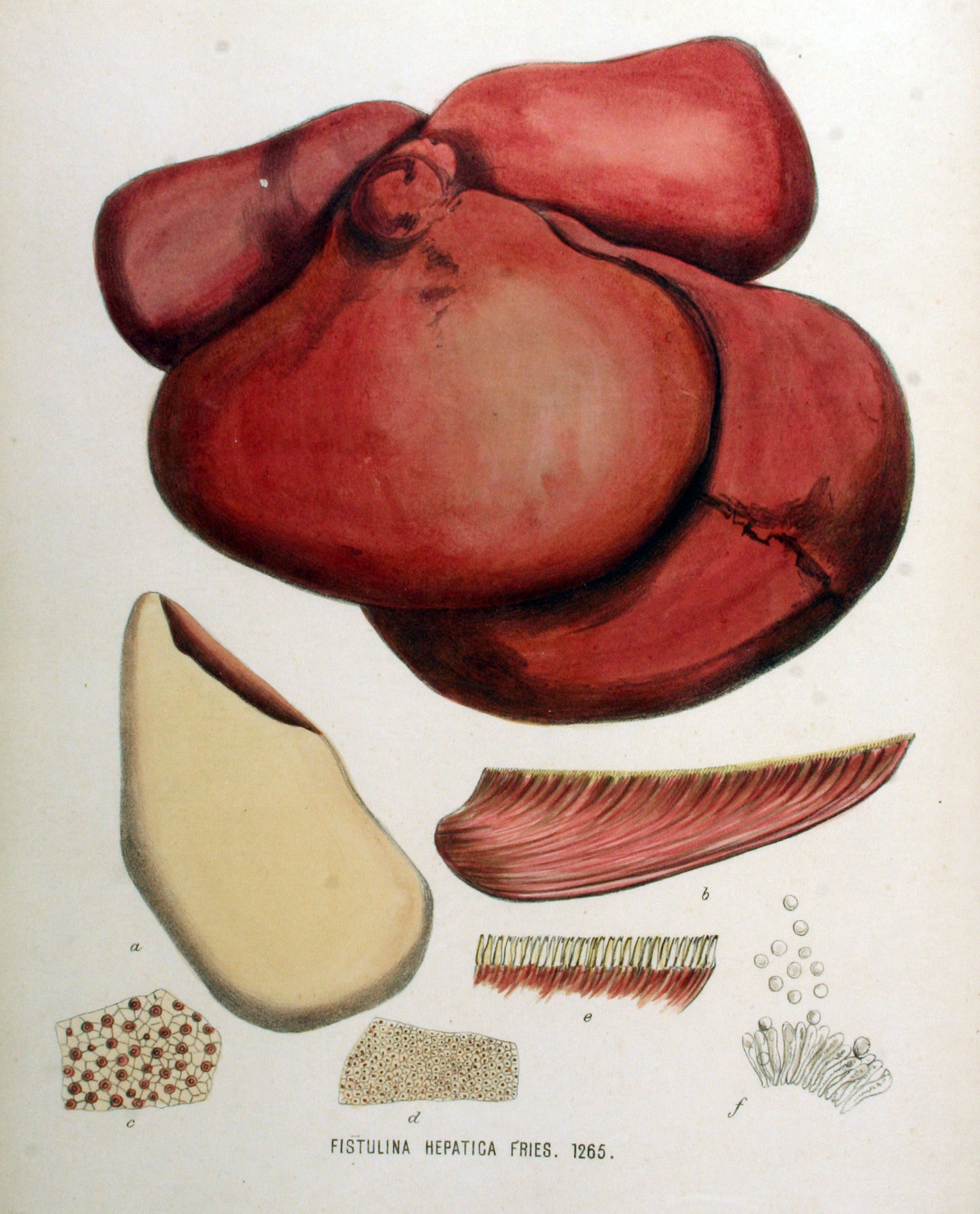
Fistulina hepatica, illustration botanique de Jan Kops, 1881.

La Fistuline hépatique produit un sporophore au chapeau mesurant de 10 à 20 cm (jusqu'à 40 cm) de diamètre pour une épaisseur de 2 à 6 cm vers la base. Il est globuleux puis allongé comme une langue ou bien en demi-cercle, strié radialement et couvert d'aspérités évoquant des papilles. Sa marge est peu aiguë et sa cuticule séparable. Il est coloré d'un brun rouge grenat, brillant et visqueux par temps humide sur sa face supérieure devenant plus sombre en vieillissant. Le chapeau excrète parfois des perles de liquide rouge semblables à du sang. Des spores de couleur crème sont parfois présentes sur sa face inférieure, indice permettant d'indiquer sa sporée ocre. Son hyménium est constitué de tubes cylindriques jaune pâle, fins (2 à 3 pores par millimètre), non soudés et indépendants, rappelant des cannellonis à la loupe. Ils mesurent de 0,5 à 5 cm de long, s'ouvrant par des pores ronds de couleur crème rosâtre, brunissant à la meurtrissure. Le pied, latéral, écailleux et concolore au chapeau, est quasi inexistant, ou mesure tout au plus 5 cm de long. La chair est épaisse, dense, tendre, marbrée de rougeâtre et étonnamment ferme quand elle n'est pas trop gorgée d'eau, mais spongieuse et molle lorsqu'elle est aqueuse, devenant coriace avec le temps. Elle évoque clairement la texture de la viande : rouge carnée, parcourue de veines blanchâtres, elle est souvent comparée à de la chair sanguinolente de foie de bœuf, mais aussi à celle du thon rouge. L'odeur des pores et de la chaire est faible et leur saveur acidulée et salée,,,,,,,.

Fistulina hepatica, la Langue de bœuf
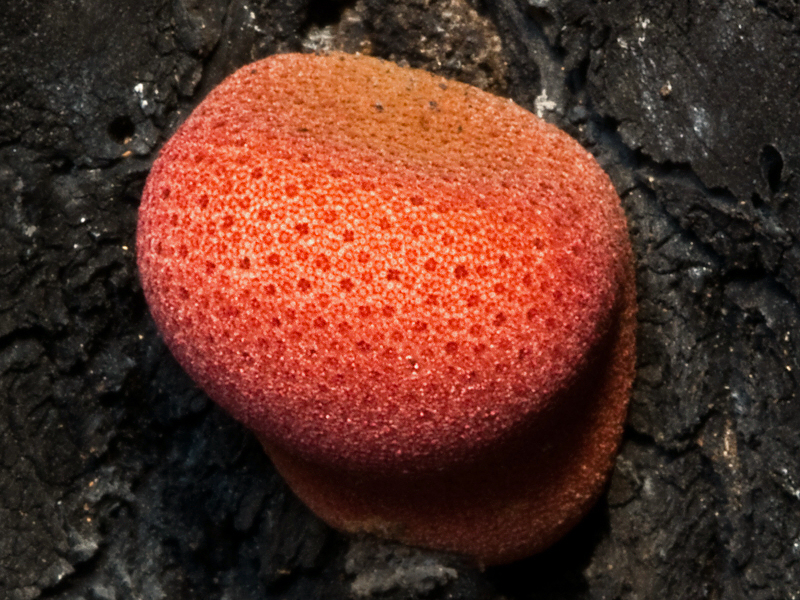
Primordium
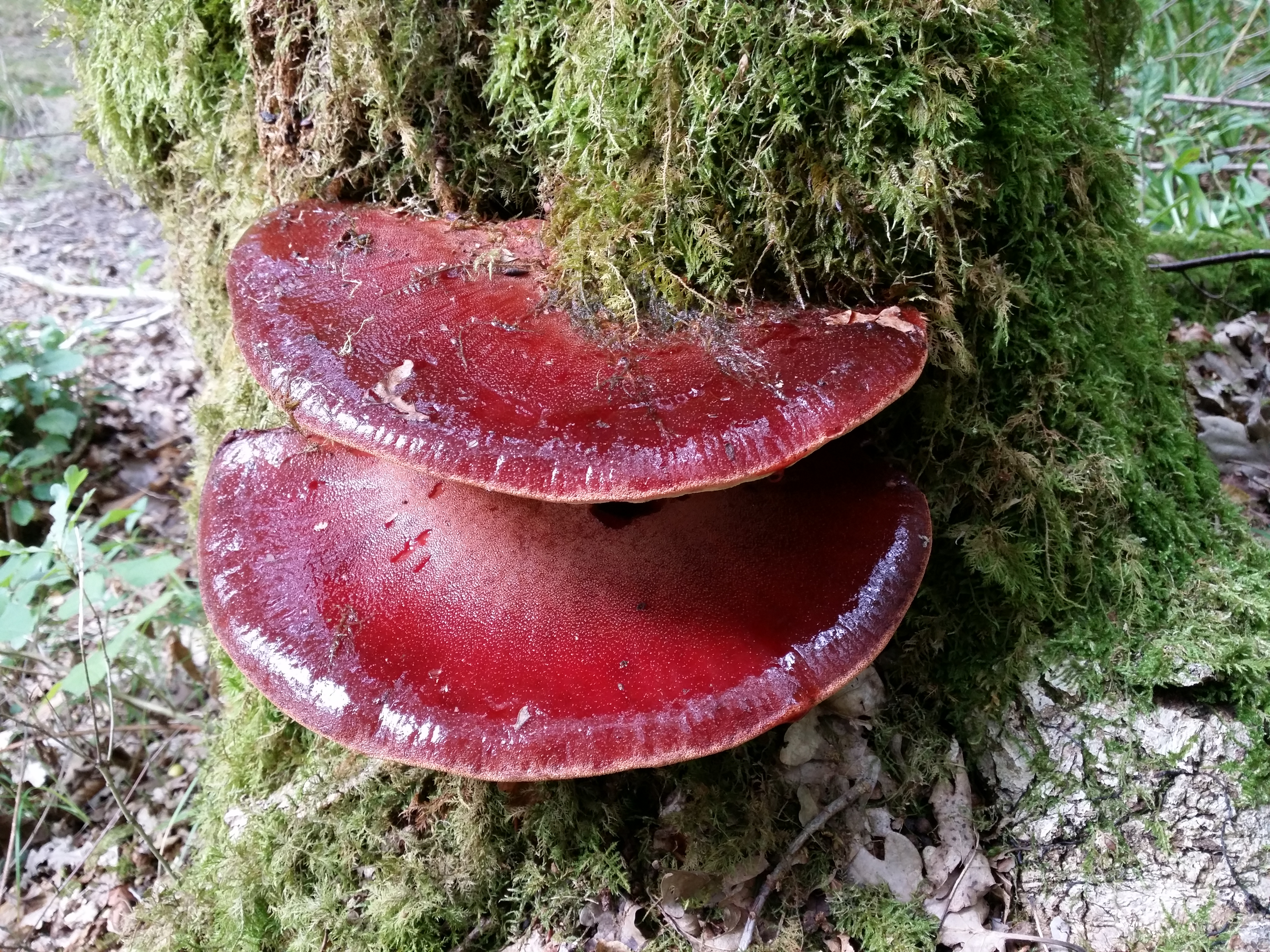
Spécimen jeune.
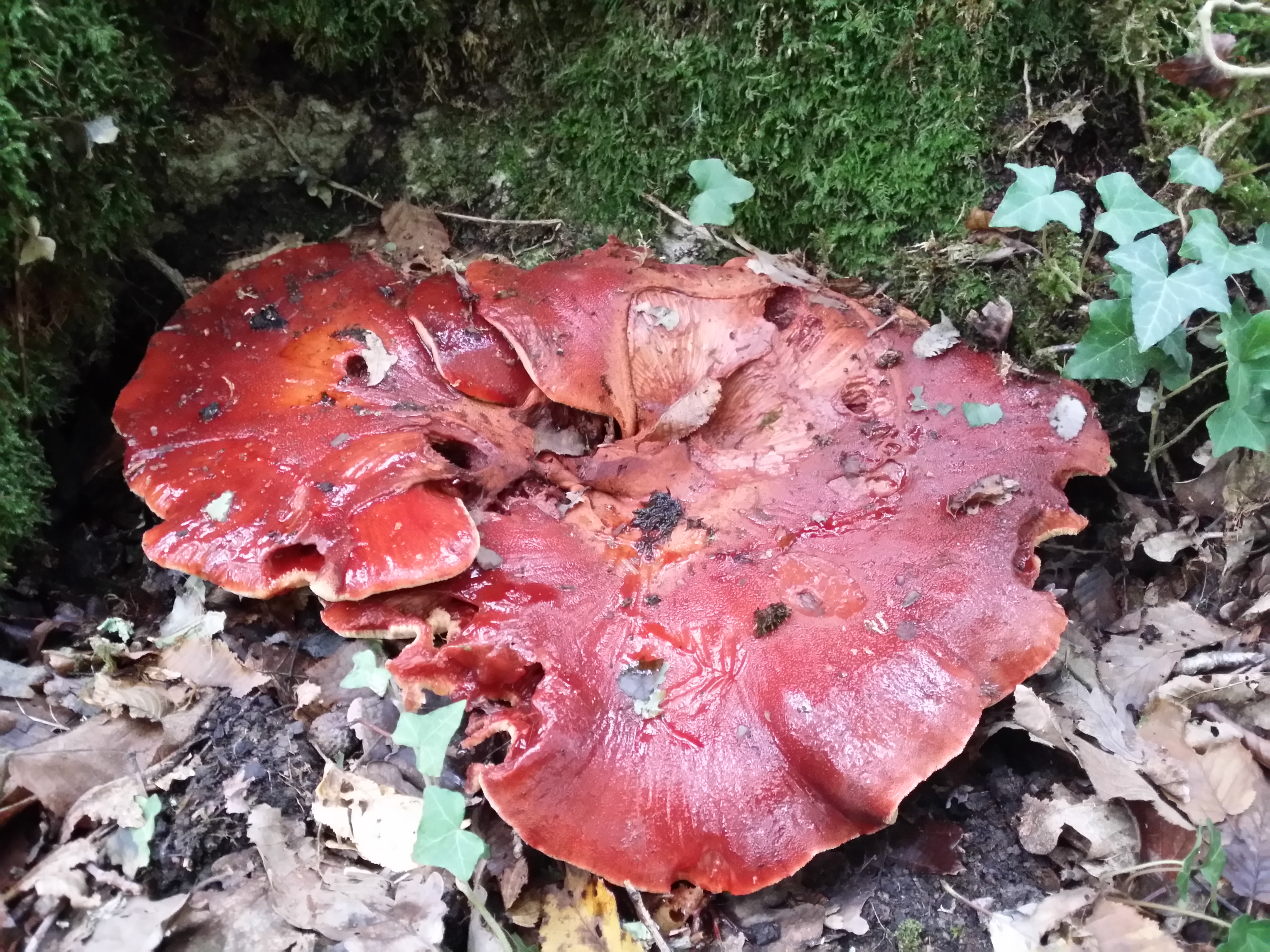
Spécimen âgé.
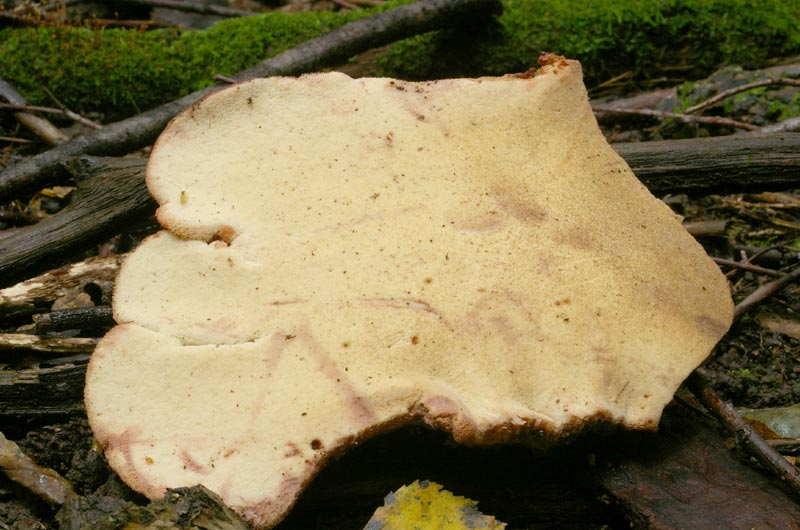
Hyménium.
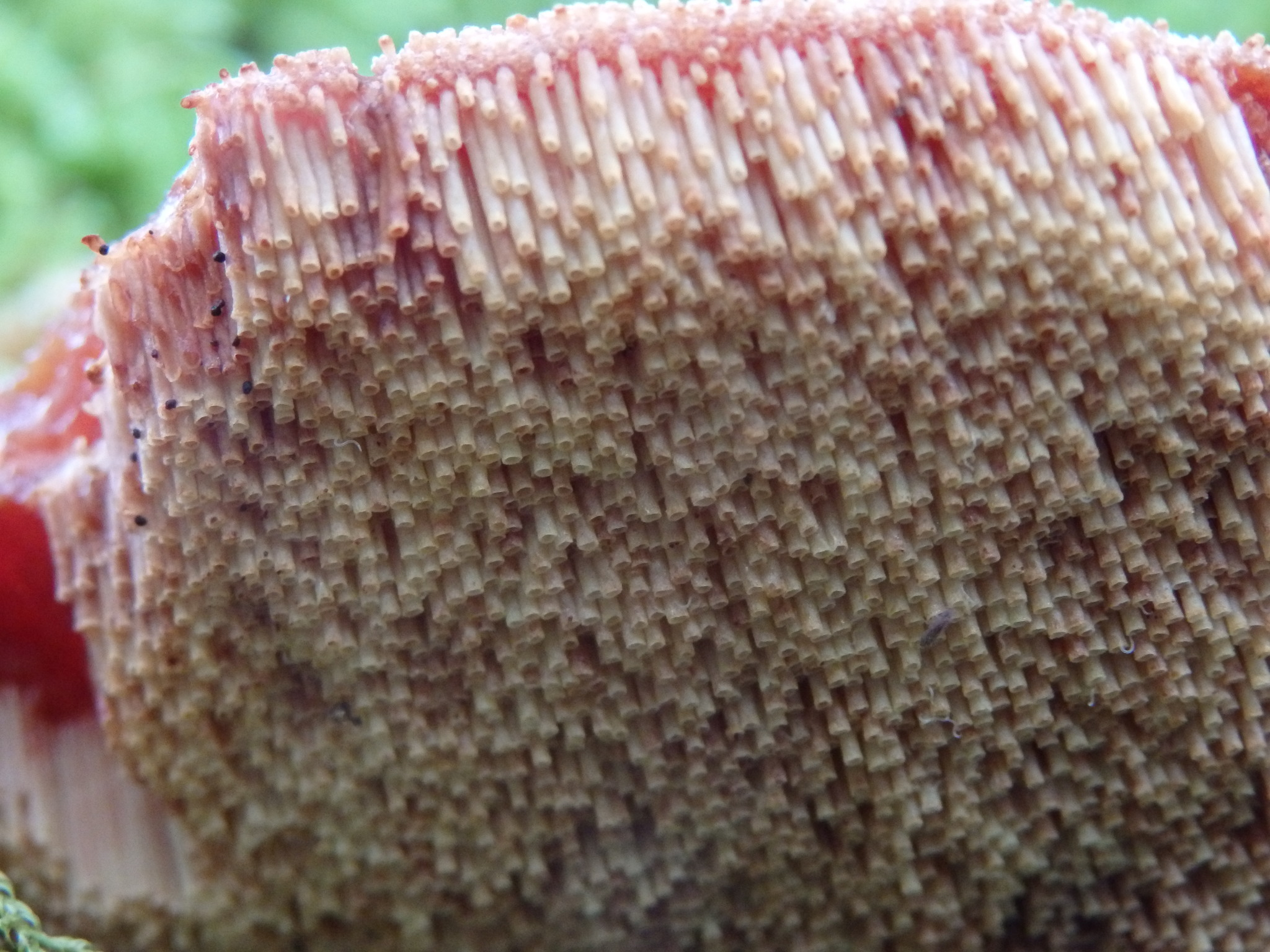
Tubes et pores.
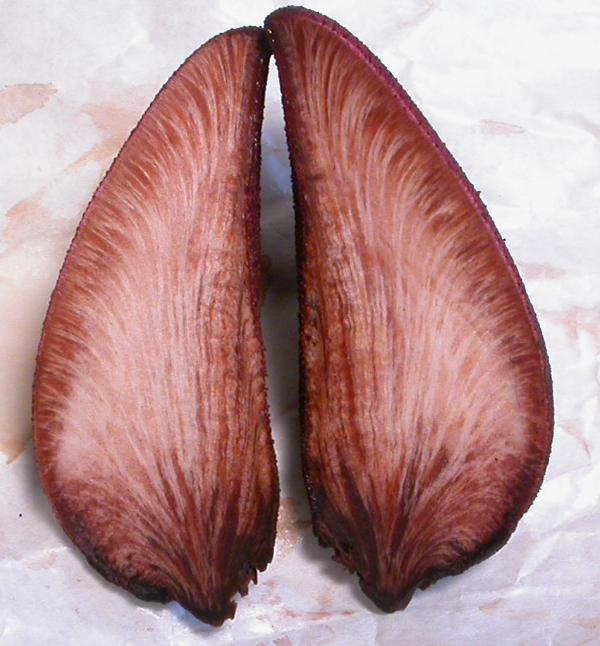
Coupe transversale.

### Micrologie
La Fistuline hépatique présente des spores ovoïdes, lisses, incolores et aux parois légèrement épaissies, présentant une unique guttule et mesurant de 4 à 6 μm de long pour 3 à 4,5 μm de large. Elles sont portées par quatre par des stérigmates particulièrement fins de 3 μm sur des basides clavées et bouclées mesurant 20 à 25 μm de long pour 6 à 7 μm de large ; les basidioles sont nombreuses. La marge de cette espèce montre des cystides cylindriques et ventrues, à parois fines, d'un diamètre de 5 à 7 μm et d'une longueur allant jusqu'à 60 à 70 μm. Ses hyphes peuvent être clairement bouclées dans l'hyménium ou quasiment pas dans les tubes et la trame,,,.

Fistulina hepatica : étude micrologique d'un spécimen de Wesel (Rhénanie-du-Nord-Westphalie, Allemagne)
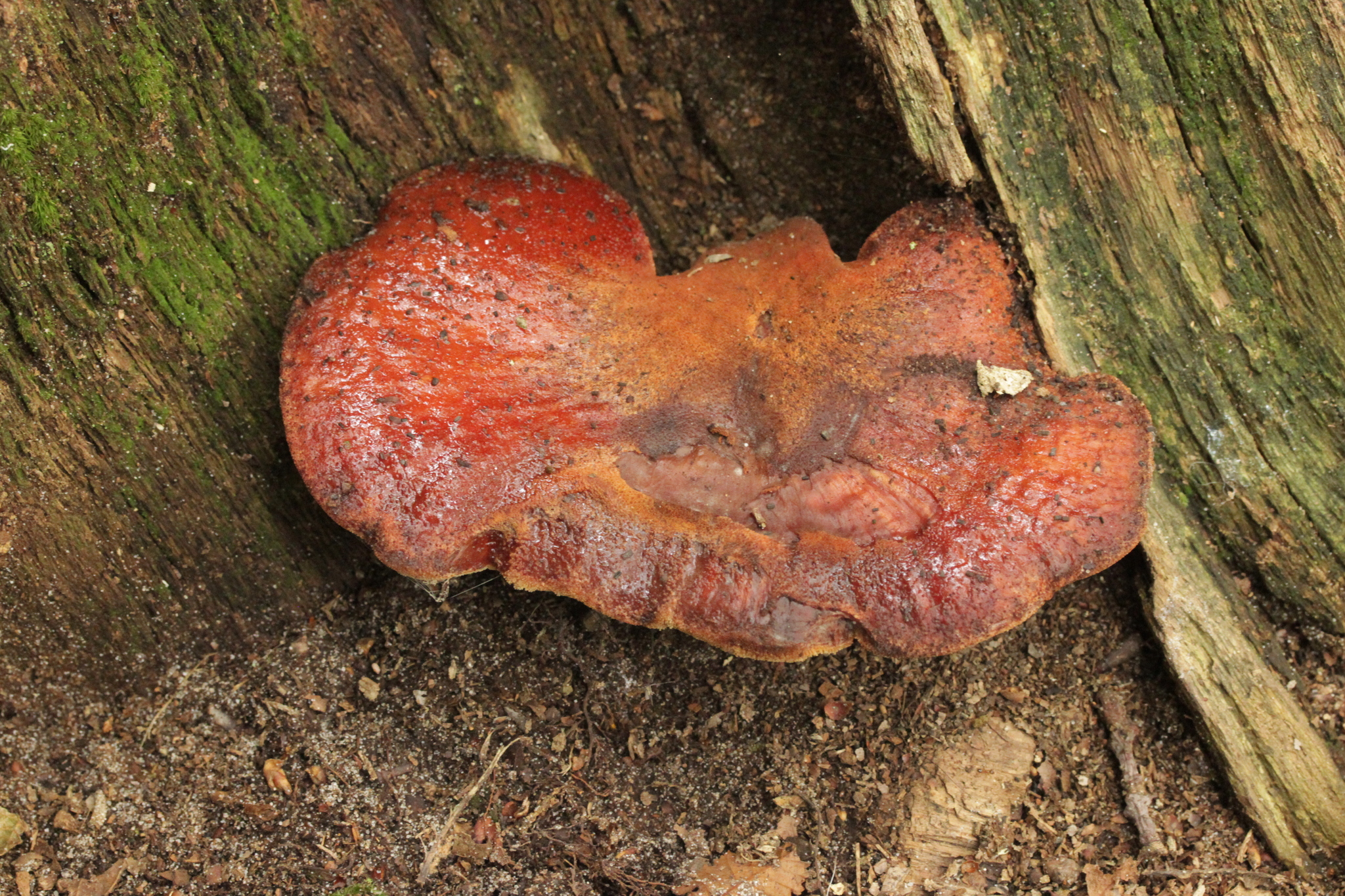
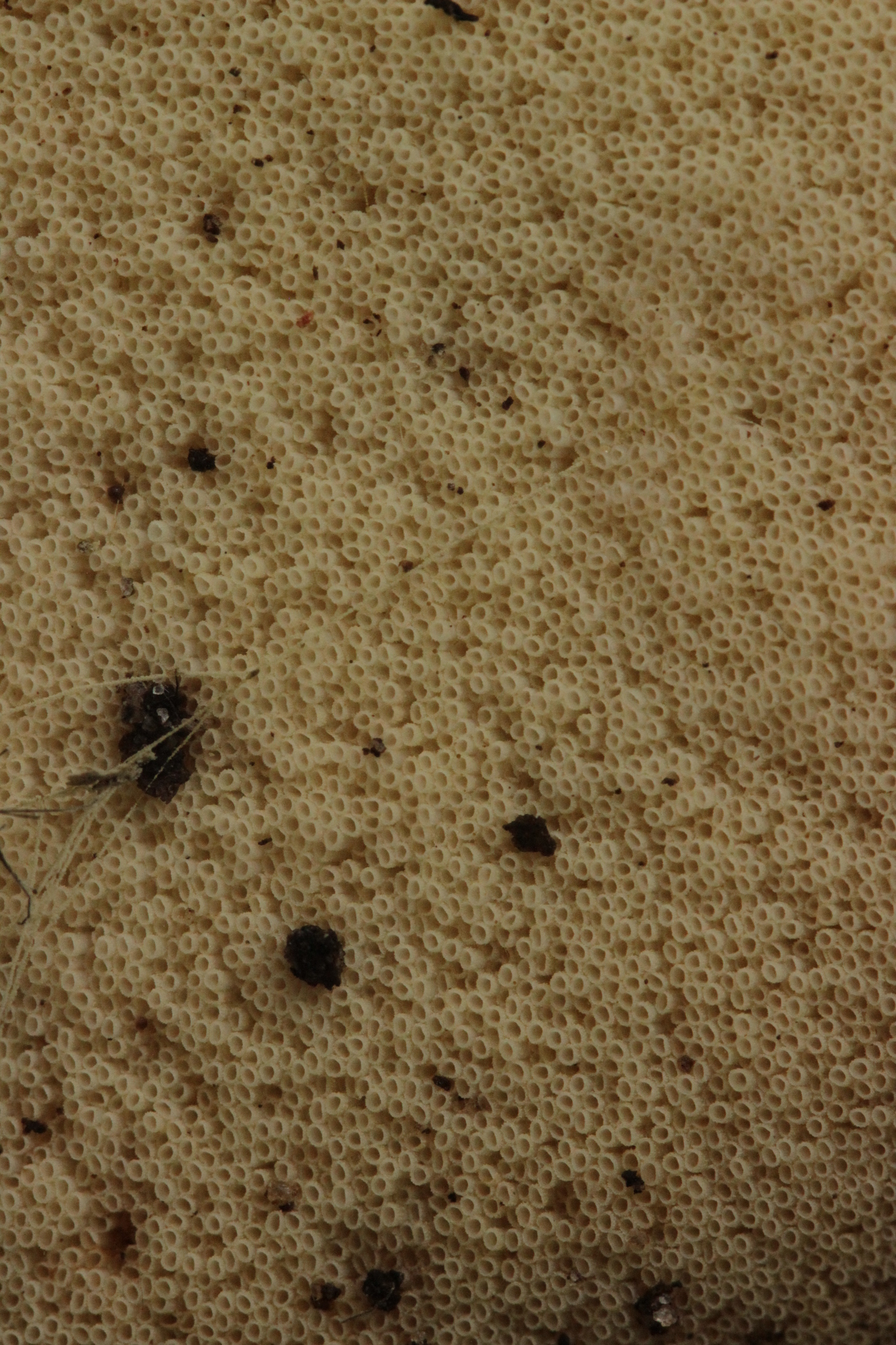
Hyménium et pores des tubes.
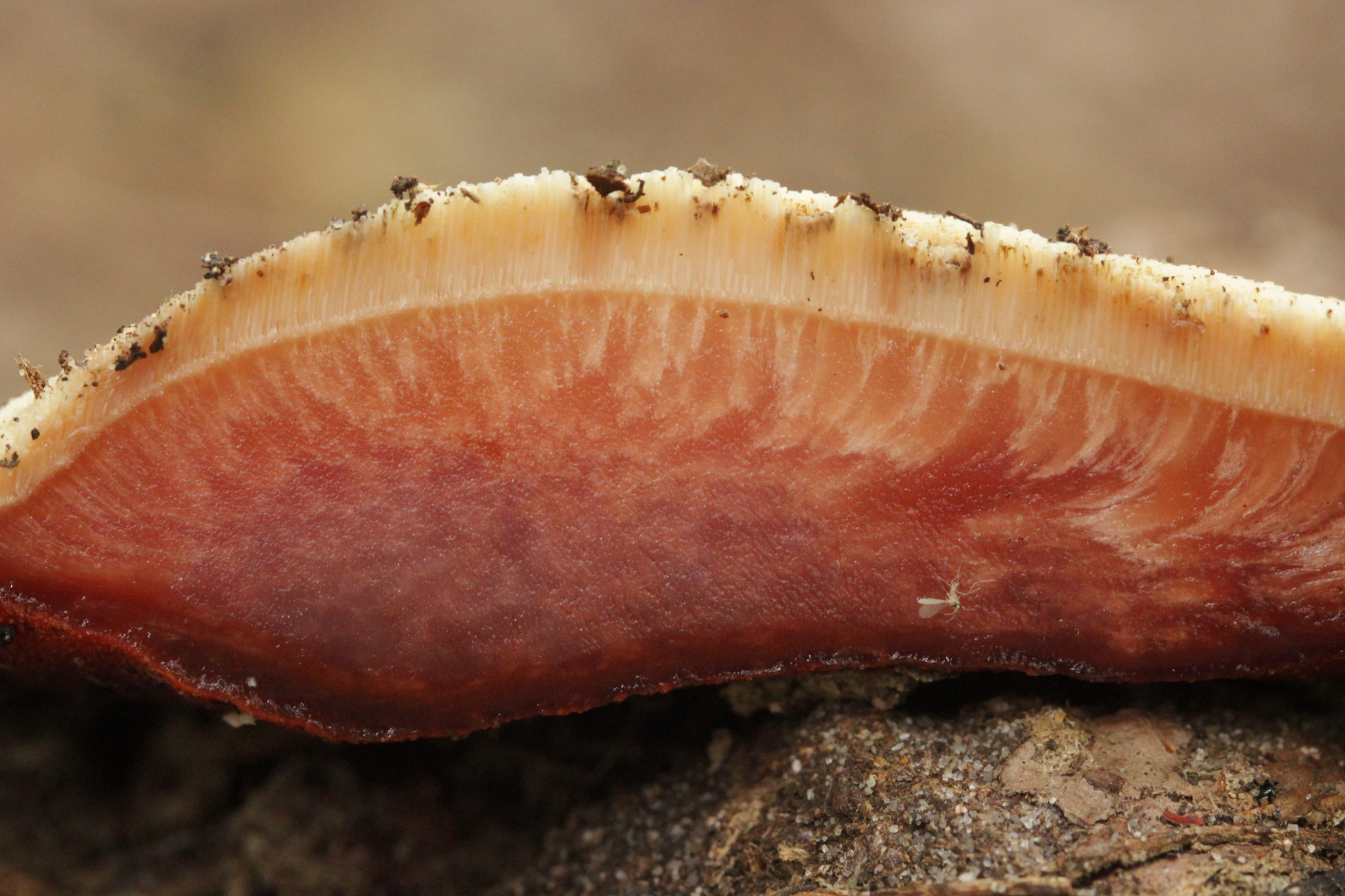
Coupe longitudinale.
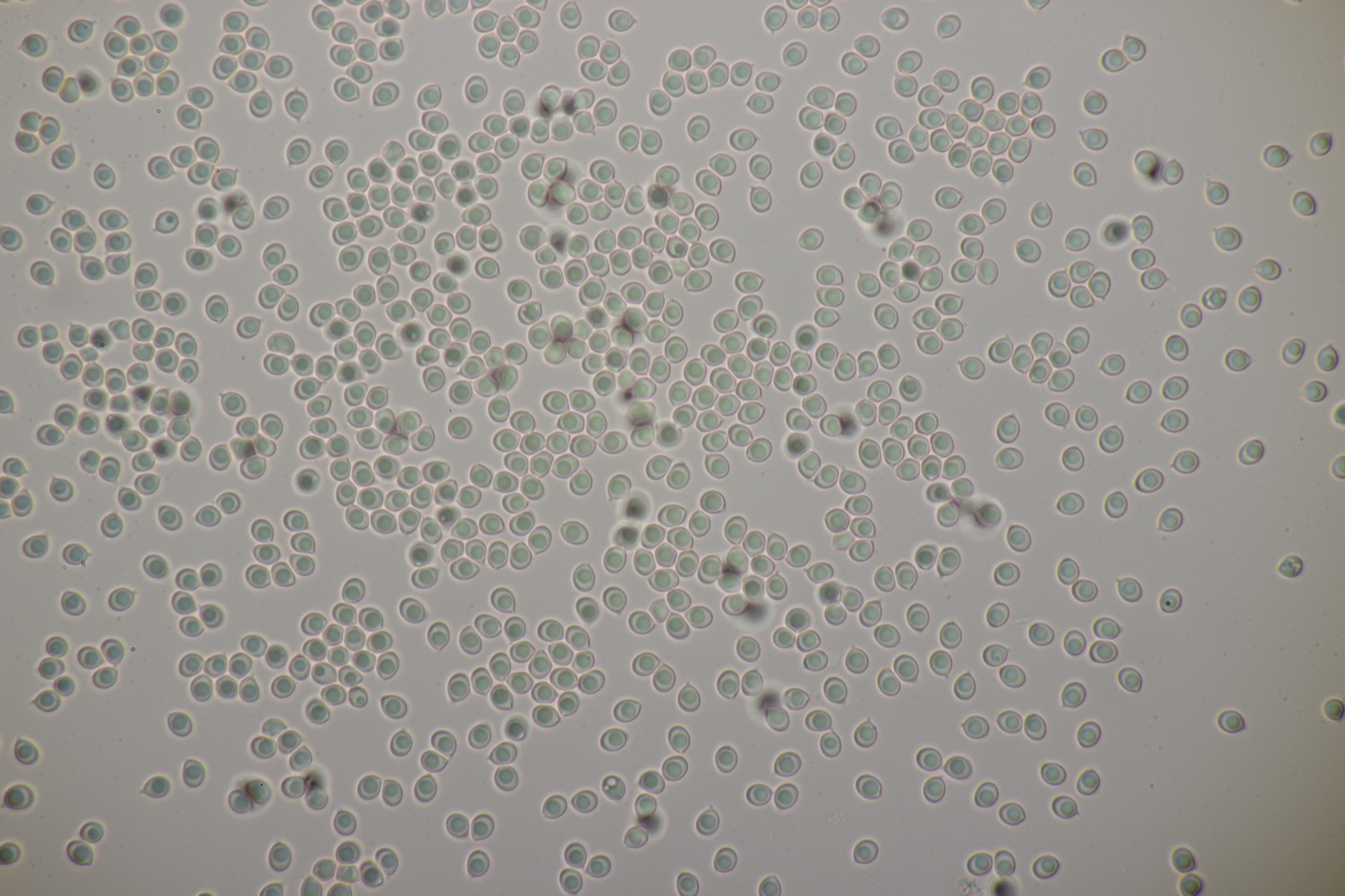
Spores.
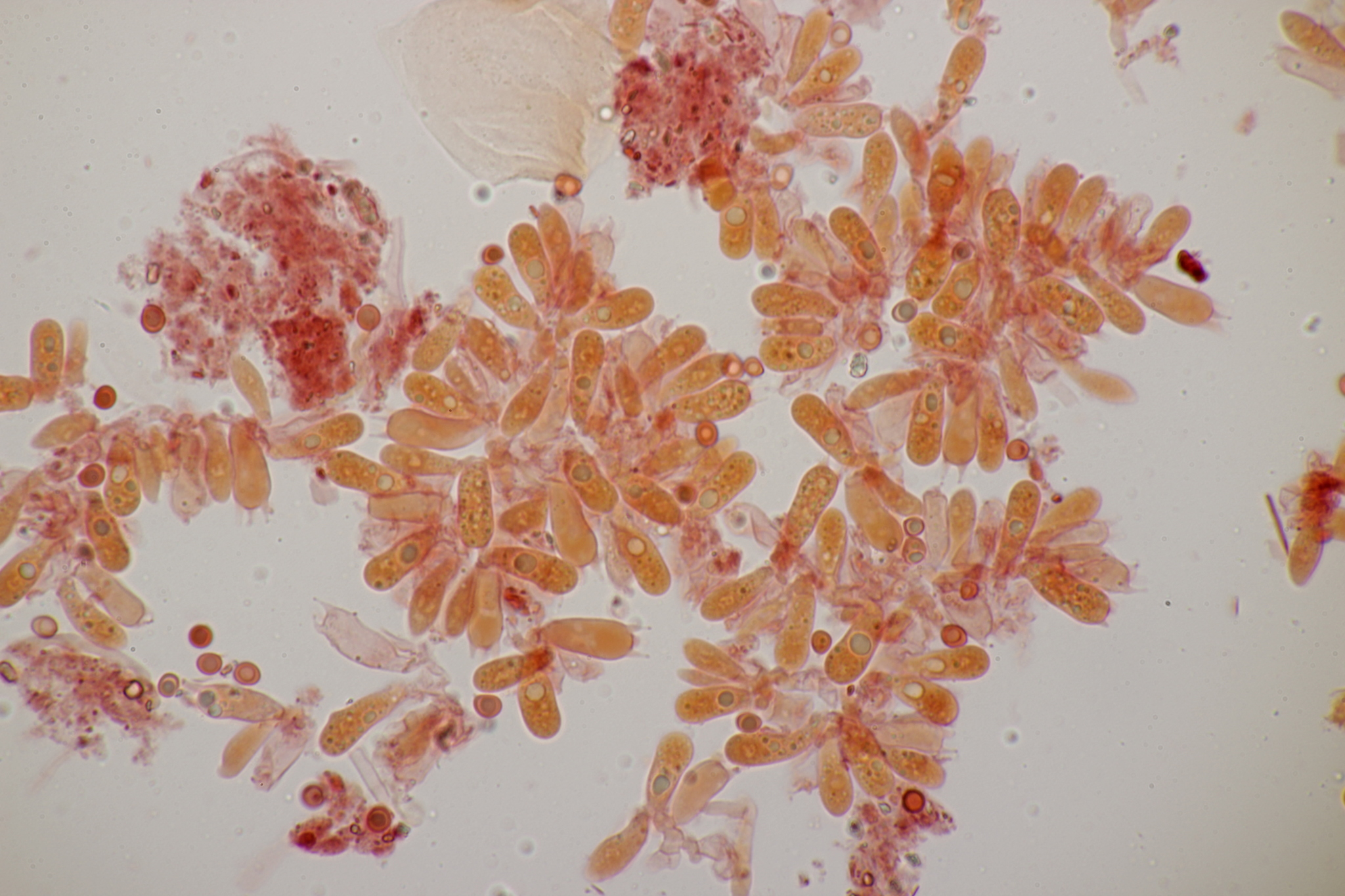
Basides.
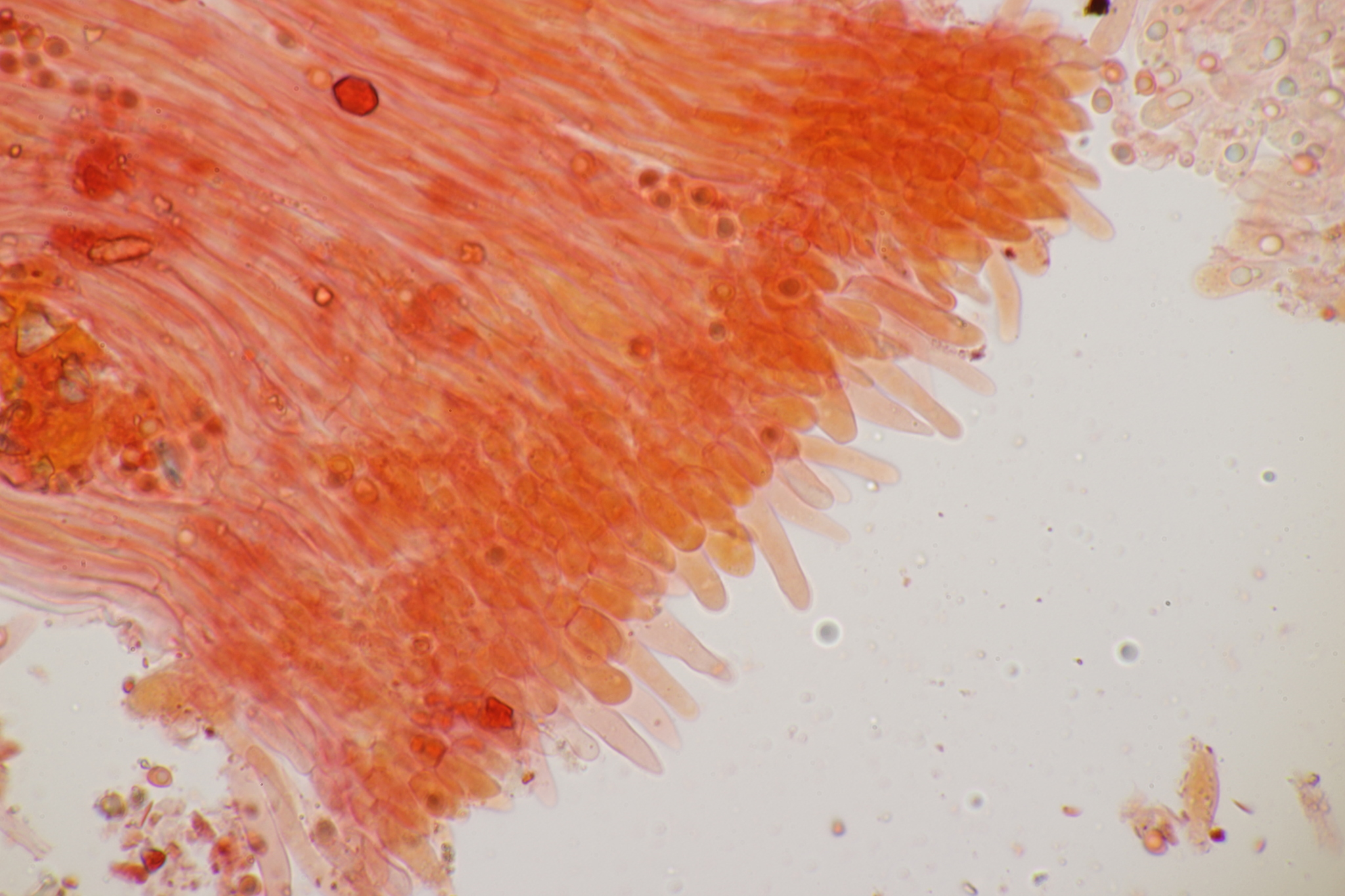
Hyphes et Cystides.

## Confusions possibles
Avec sa forme de langue rougeâtre, la texture de sa chair et ses tubes indépendants, la Fistuline hépatique ne prête guère à confusion. Néanmoins, elle est parfois confondue avec le toxique Polypore rutilant en raison de sa consistance molle,.
Fistulina hepatica se différencie des autres espèces du genre Fistulina par les pores de son hyménium couleur crème lorsque fraîches et brunissant lorsque sèches, sa cuticule faiblement sillonnée radialement, lisse, glabre et aux petites papilles ainsi que ses spores incolores, ovoïdes, à paroi mince et ne mesurant pas plus de 6 μm de long.

## Écologie et répartition

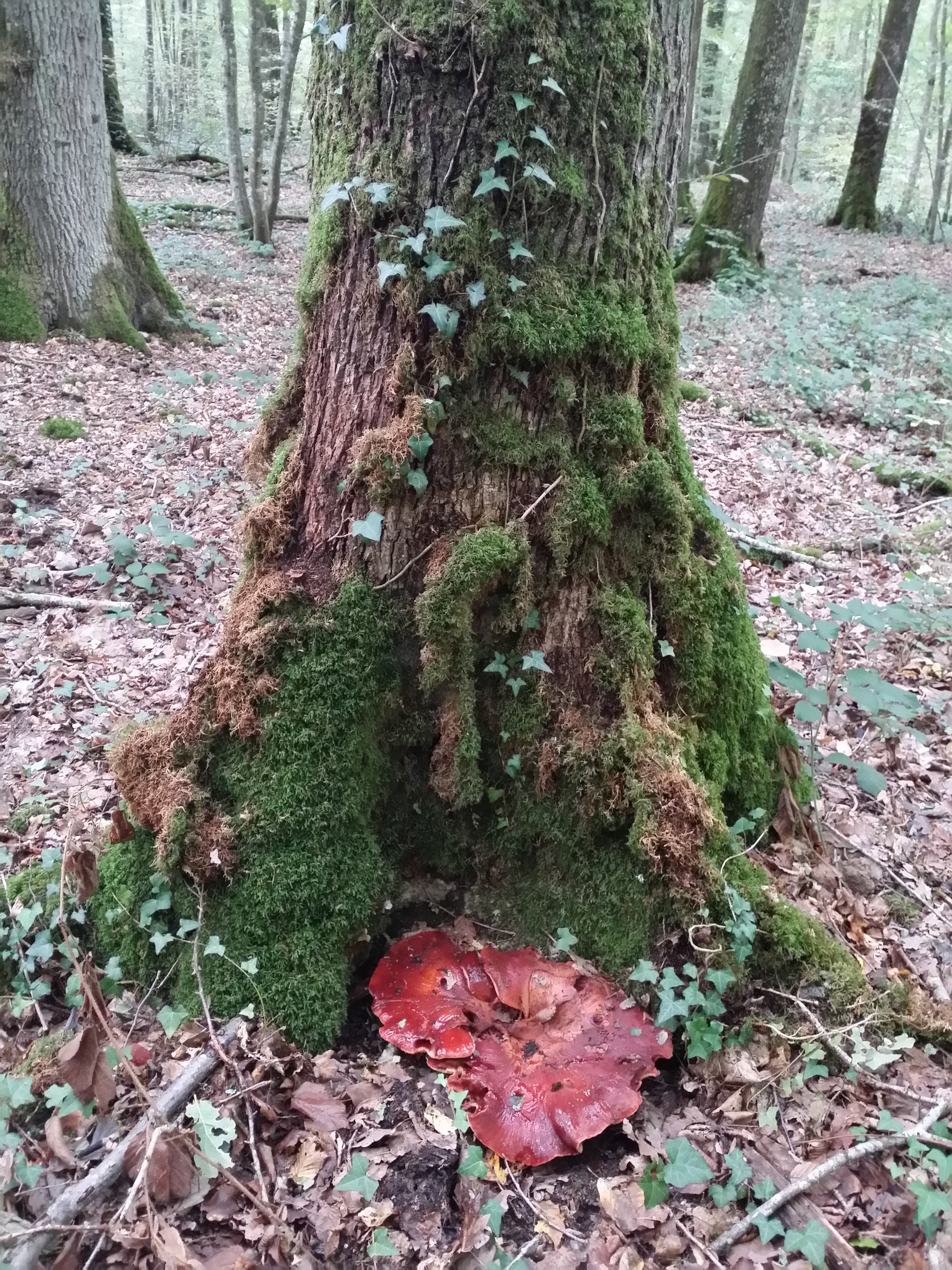
Langue de bœuf au pied d'un Chêne (Parc naturel régional de la Forêt d'Orient, Aube, France)

La Fistuline hépatique est une espèce commune à assez rare sur l'ensemble de l'hémisphère Nord, qui se développe à partir des blessures et des cavités des arbres, principalement dans la portion basse du tronc sur des sujets vivants ou morts, parfois sur les souches. En Europe et en Afrique du Nord, ses essences de prédilection sont presque exclusivement les Chênes et le Châtaignier au sein des forêts de feuillus thermophiles. Ses fructifications sont visibles seules ou en petits groupes, principalement à l'automne, et parfois tout au long de l'année dans les régions tempérées,,,,. En Amérique du Nord, l'espèce pousse également sur les Chênes, en été et en automne où elle est largement répandue à l'Est des Montagnes Rocheuses, mais plus rare au Québec. Dans ces contrées, cette espèce pousse également occasionnellement sur les Érables, les Aulnes, les Bouleaux, les Charmes, les Noisetiers, les Hêtres et les Tilleuls.

## Prévalence
La Fistuline hépatique est plus rare en montagne ainsi qu'en haute latitude notamment en Europe du Nord. Elle est par exemple considérée comme très rare en Pologne et figure sur la liste rouge nationale où elle est strictement protégée. À l'inverse, elle est plus présente à basse altitude et en climat méditerranéen. Elle est par exemple considérée comme un parasite économiquement néfaste des châtaigneraies du Nord-Est de l'Espagne, pourtant historiquement saines. Il semble que les sécheresses et l'augmentation de la température moyenne consécutives au changement climatique soient à l'origine de sa propagation en fragilisant les branches et en constituant ainsi une porte d'entrée au mycélium. La taille traditionnelle ne semble pas avoir d'impact sur sa diffusion. De même, le type de peuplement et la nature du sol ne semblent pas être des facteurs de développement de cette espèce. Pour une installation du mycellium, seul importe le mauvais état interne de l'arbre et principalement de sa partie inférieure. Les modèles informatiques prédictifs de la prévalence de Fistulina hepatica au sein des forêts naturelles ou de cultures permettent aux gestionnaires forestiers d'effectuer des diagnostics et des projections fiables,.

## Biologie

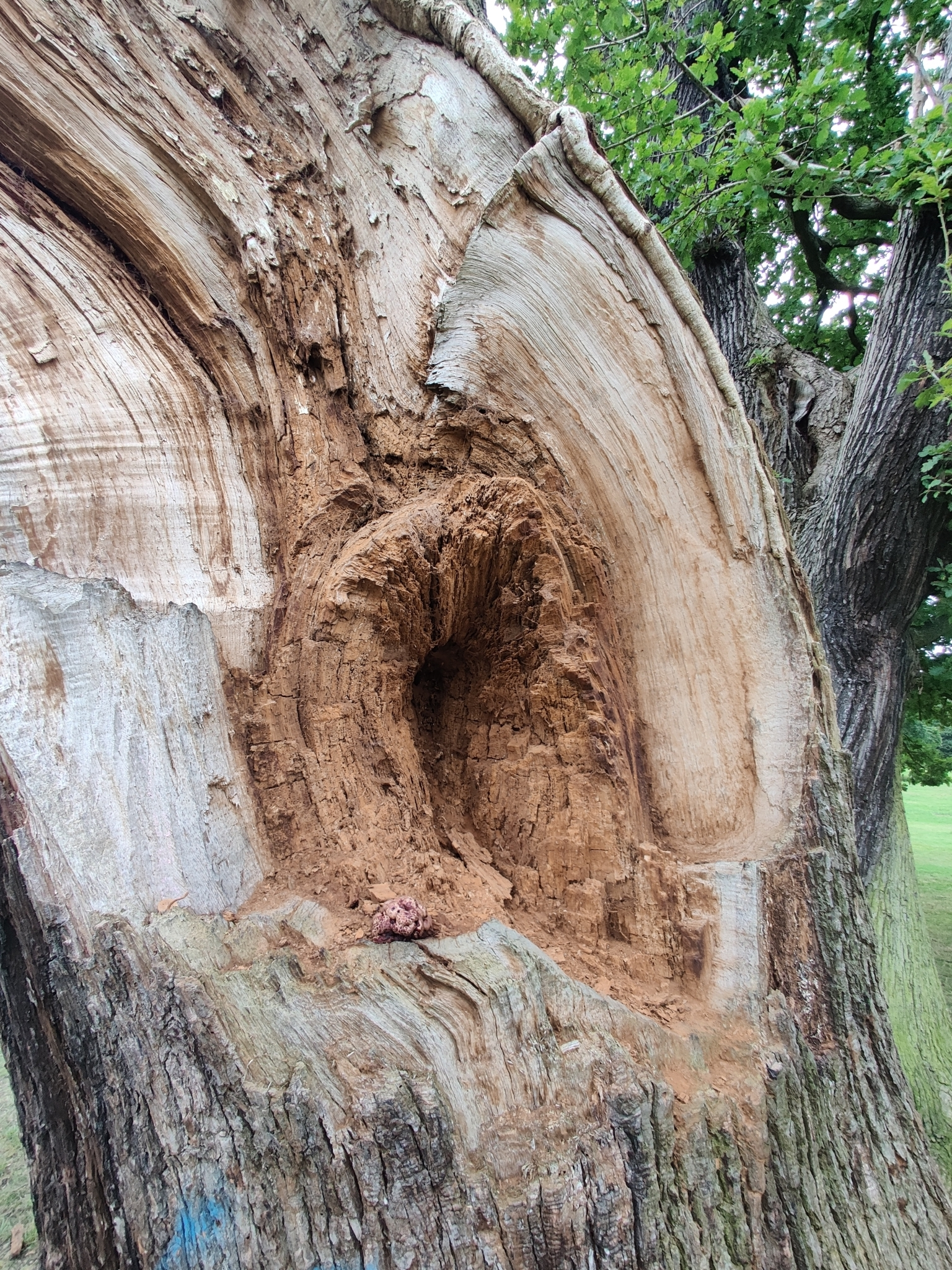
Pourriture brune dans le cœur d'un Chêne causée par la Fistuline hépatique (Manchester, Royaume-Uni)

La Fistuline hépatique est une espèce annuelle xylophage qui provoque la pourriture brune chez son hôte. Elle colonise principalement le duramen situé dans le cœur de l'arbre, recherchant particulièrement les tanins. Au stade initial de l'infection, elle ne touche quasiment pas à la structure du bois, mais charge les cellules parenchymateuses de composés phénoliques résultant de la dégradation des tanins. La couleur du bois devient alors brun-rouge, sans que sa solidité ne soit remise en cause avant une longue période,. De ce fait, cette pourriture est parfois considérée comme noble en ébénisterie. C'est par exemple le cas de l'Italie et de la France, alors que l'industrie du bois du Nord de l'Espagne rejette les châtaigniers impactés, causant ainsi des pertes économiques considérables. 
Son développement est extrêmement lent. À titre d'exemple, lors d'une étude suédoise portant sur la constitution de cavités au sein des troncs de Chênes, la plus jeune rupture de branche ayant aboutie au développement visible de pourriture brune datait de 11 ans, alors que ce n'est que dans les ruptures de branches datant de plus de 60 ans que des volumes de débris ligneux dépassant 10 litres ont été observés,. La mise en fructification de la Fistuline nécessite une longue période de décomposition et n'est donc visible que sur de gros et vieux arbres.
La cavité créée se remplit progressivement de bois en décomposition, d'hyphes fongiques et d'autres substances organiques, ce qui constitue un dendromicrohabitat propice au développement de nombreuses espèces saproxyliques, surtout des Coléoptères comme Triphyllus bicolor, le Mycétophage bicolor. Ce genre d'habitat est considéré comme un point chaud de biodiversité. Néanmoins, les tanins constituent une protection de l'arbre contre les parasites. Une fois dégradés par la Fistuline hépatique, la colonisation du bois est facilitée pour d'autres xylophages, qui affaiblissent à leur tour l'arbre. C'est le cas par exemple de la Grosse vrillette, dont les larves colonisent les Chênes à la suite de la Fistuline hépatique et d'autres champignons xylophages tels que le Polypore soufré. Dans cette interaction, l'insecte est favorisé par le ramollissement du bois, la baisse du taux de tanins et une amélioration de sa nutrition alors que le mycélium peut bénéficier de l'apport de nutriments grâce aux fèces de l'animal,.

## Comestibilité

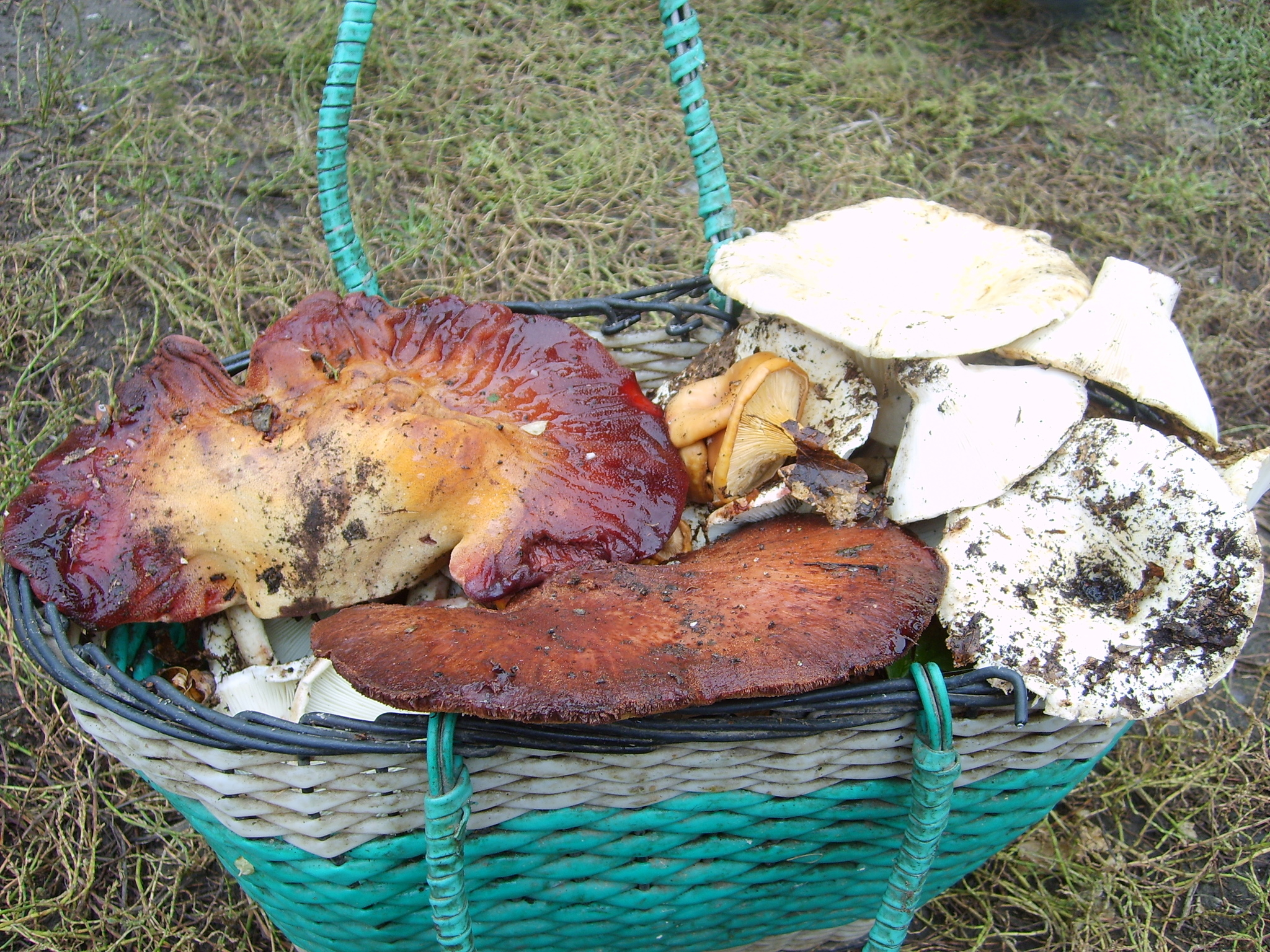
Récolte de Langue de bœuf (oblast de Voronej, Russie).

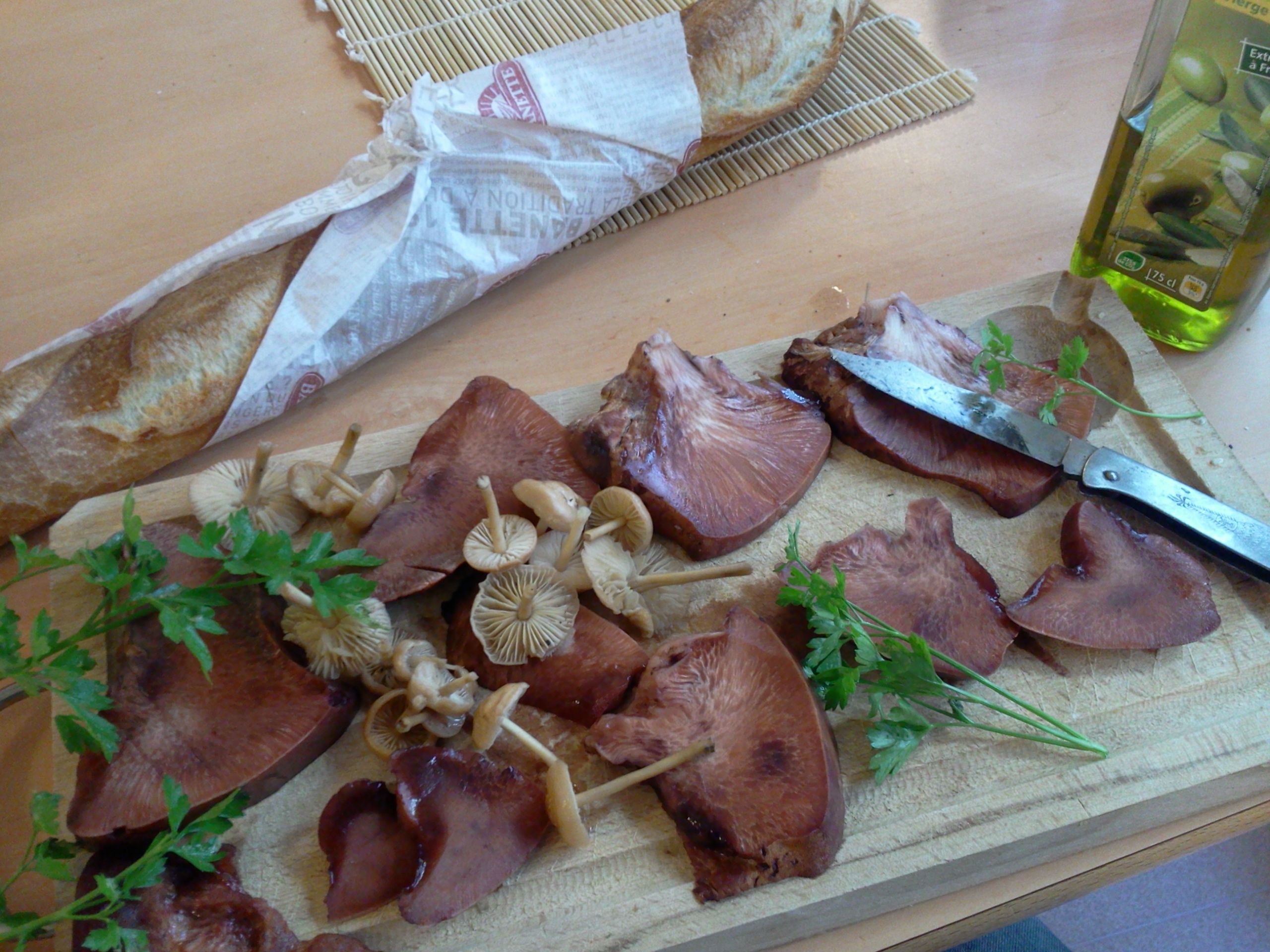
Langue de bœuf découpée et accompagnée de faux-mousserons (région lyonnaise, France).

Bien que son goût acide et sa texture insolite puissent ne pas plaire à tous, la Fistuline hépatique est considérée comme un bon comestible à condition de la consommer jeune ; les spécimens âgés devenant coriaces et ligneux,,,. Avec le Polypore soufré, il s'agit d'un des rares Polypores comestibles. Elle peut être cuisinée comme une tranche de foie ; son aspect, sa consistance ainsi que sa chair rose qui brunit à la cuisson la rapprochent sensiblement de la viande, certains l'appréciant d'ailleurs en steak. Ce champignon est également consommé cru afin d'agrémenter une salade ou de confectionner des sushis et sashimis.
Dans son sens mycologique large, la Fistuline hépatique est notamment appréciée pour ses valeurs gustatives en France, en Bulgarie, en Turquie, en Chine, au Népal, en Australie, au Costa-Rica et au Chili.

## Constituants
Par rapport à d'autres espèces de champignons sauvages, le sporophore de Fistulina hepatica est particulièrement riche en composés phénoliques et plus spécifiquement en acide protocatéchique (67,62 mg/Kg) et en acide p-hydroxybenzoïque (41,92 mg/kg). D'un point de vue général, les propriétés antioxydantes de ces composés issus des champignons produisent des effets bénéfiques sur la santé en réduisant le risque de nombreuses maladies chroniques. Leur potentiel thérapeutique à l'étude depuis les années 2000 suscite ainsi de nombreux espoirs,.